# La Ruche (film, 2021, Hermans)
Pour les articles homonymes, voir La Ruche.
Ne doit pas être confondu avec La Ruche (film, 2021, Basholli).
Pour plus de détails, voir Fiche technique et Distribution.
La Ruche est un film dramatique belge écrit et réalisé par Christophe Hermans et sorti en 2021.
Le film reçoit cinq nominations à la 12e cérémonie des Magritte dont celle pour le Magritte du meilleur film ; il obtient le Magritte du Meilleur espoir féminin pour Sophie Breyer.

## Synopsis
Une mère bipolaire et ses trois filles forment un cocon familial instable. Plus l'état de la mère se dégrade, plus les tensions se font vives.

## Fiche technique
- Titre original : La Ruche
- Réalisation : Christophe Hermans
- Scénario : Christophe Hermans, Arthur Loustalot, Noëmie Nicolas
- Photographie : Colin Lévêque
- Montage : Joël Mann
- Musique : Fabian Fiorini
- Costumes : Claudine Tychon
- Production : Jean-Yves Roubin, Cassandre Warnauts
- Pays de production : Belgique
- Langue originale : français
- Format : couleur
- Genre : drame
- Durée : 81 minutes
- Dates de sortie :
  - Italie : 15 octobre 2021 (Festival international du film de Rome)
  - Belgique : 
    - 21 octobre 2021 (Film Fest Gent)
    - 7 octobre 2022 (Festival international du film francophone de Namur)

## Distribution
- Ludivine Sagnier : Alice
- Sophie Breyer : Marion
- Mara Taquin : Claire
- Bonnie Duvauchelle : Louise
- Tom Vermeir : Vincent
- Romain Guillermic : Samir
- Arthur Buyssens : Enzo
- Vincent Overath : Stéphane

## Récompenses et distinctions
Sauf indication contraire, les informations mentionnées dans cette section peuvent être confirmées par la base de données cinématographiques IMDb,  présente dans la section « Liens externes ».

### Récompenses
- Magritte 2023
  - Magritte du meilleur espoir féminin pour Sophie Breyer

### Nominations
- Magritte 2023
  - Magritte du meilleur film
  - Magritte du meilleur premier film pour Christophe Hermans
  - Magritte du meilleur espoir féminin pour Mara Taquin
  - Magritte de la meilleure musique originale pour Fabian Fiorini